# Joseph Ottavi
Pour les articles homonymes, voir Ottavi.
Joseph Ottavi, né le 24 juillet 1809 à Ajaccio et mort le 9 décembre 1841 à Paris, est un orateur, journaliste et critique littéraire français.

## Biographie
Joseph Ottavi était fils de Charles Jean Augustin Ottavi (parent du général Jacques Philippe Ottavi) et de Marie Jérômine d'Ornano, fille d'Isabelle Bonaparte (cousine germaine de Charles Bonaparte).
« Isabelle Bonaparte était fille unique de Napoléon Bonaparte, grand-oncle de l'empereur Napoléon (…). Quoique nous prisions à leur valeur les belles naissances, nous n'insisterons pas plus que ne le faisait Ottavi lui-même sur le hasard heureux de son ascendance maternelle, dont il pouvait se préoccuper avec respect, mais dont il ne parla jamais avec vanité.(Léon Gozlan) ».
Il fait ses études chez les frères de la doctrine chrétienne, et, à partir de 1821, grâce à la générosité de son oncle maternel, le général d'Ornano, au collège d'Avignon. Il termine ses études à Ajaccio. En 1828, il vient à Paris pour faire son droit.

### Orateur
Joseph Ottavi ne termine pas ses études de droit. Il préfère exercer ses talents d'orateur dans les sociétés littéraires, au café Procope, à l'Athénée royal de Paris. Ses discours n'ont pas été conservés.

### Professeur libre
Devenu professeur libre et ambulant, orateur dans les loges maçonniques, dont il était l'ardent argumentateur à l'Institut historique, aux conférences de l'Institut oratoire, il est admis professeur à l'Athénée royal, et prend pour sujet de son début, l'histoire du journalisme. Joseph Ottavi fut journaliste. Mais, il employa le plus clair de son temps à publier plusieurs critiques et quelques biographies.

### Santé précaire
Ses travaux et ses veilles altérèrent sa santé et il aggrave il souffrait déjà d'un rhumatisme à l'épaule droite, quand le mal fut aggravé par une blessure qu'il se fit en sauvant une jeune fille des roues d'une voiture ; l'amputation fut jugée nécessaire, et l'orateur resta manchot. Après une longue maladie qui en fut le résultat, Ottavi reparut dans l'arène.
Un soir, aux conférences de la rue Saint-Jacques, s'étant échauffe à défendre Machiavel contre les objections des professeurs Savagner et Lépine, il oublia de rentrer une hernie inguinale dont il était affecté, et qui, étranglée, nécessita une opération qui ne fut pas heureuse. Ottavi mourut deux jours après, le 9 décembre 1841.
Une commission, présidée par le baron Taylor, et composée d'hommes de lettres et d'artistes, au nombre desquels figuraient MM. de Balzac, Léon Gozlan, Pître-Chevalier, Charlet, etc. lui fit élever un monument au cimetière du Montparnasse, en bordure de la 12e division.

## L'Urne, recueil d'œuvres
On cite de lui divers articles sur l'Histoire de l'Italie de Botta, la centralisation administrative, l'abolition de l'esclavage, les Leçons de M. Saint-Marc Girardin, les Socialistes modernes. Admirateur de Napoléon Bonaparte, il rédigea une histoire de son règne. Mais, ses meilleures œuvres étaient ses discours aujourd'hui disparus.
Un recueil contenant les textes ci-dessous de Joseph Ottavi a été publié par Léon Gozlan, sous le titre de L'Urne, avec une notice biographique de l'auteur par Léon Gozlan et le Dr Marchal (de Calvi), des poèmes en hommage au disparu :  
- Joseph Ottavi, Biographie par Léon Gozlan[3], continuée par le Dr Marchal (de Calvi)
- À la Mémoire de Joseph Ottavi, J. de Susini[4]
- C'est par un noble cœur que le talent s'élève, Lardin[5]
- Sonnet[6],

### Beaux-Arts

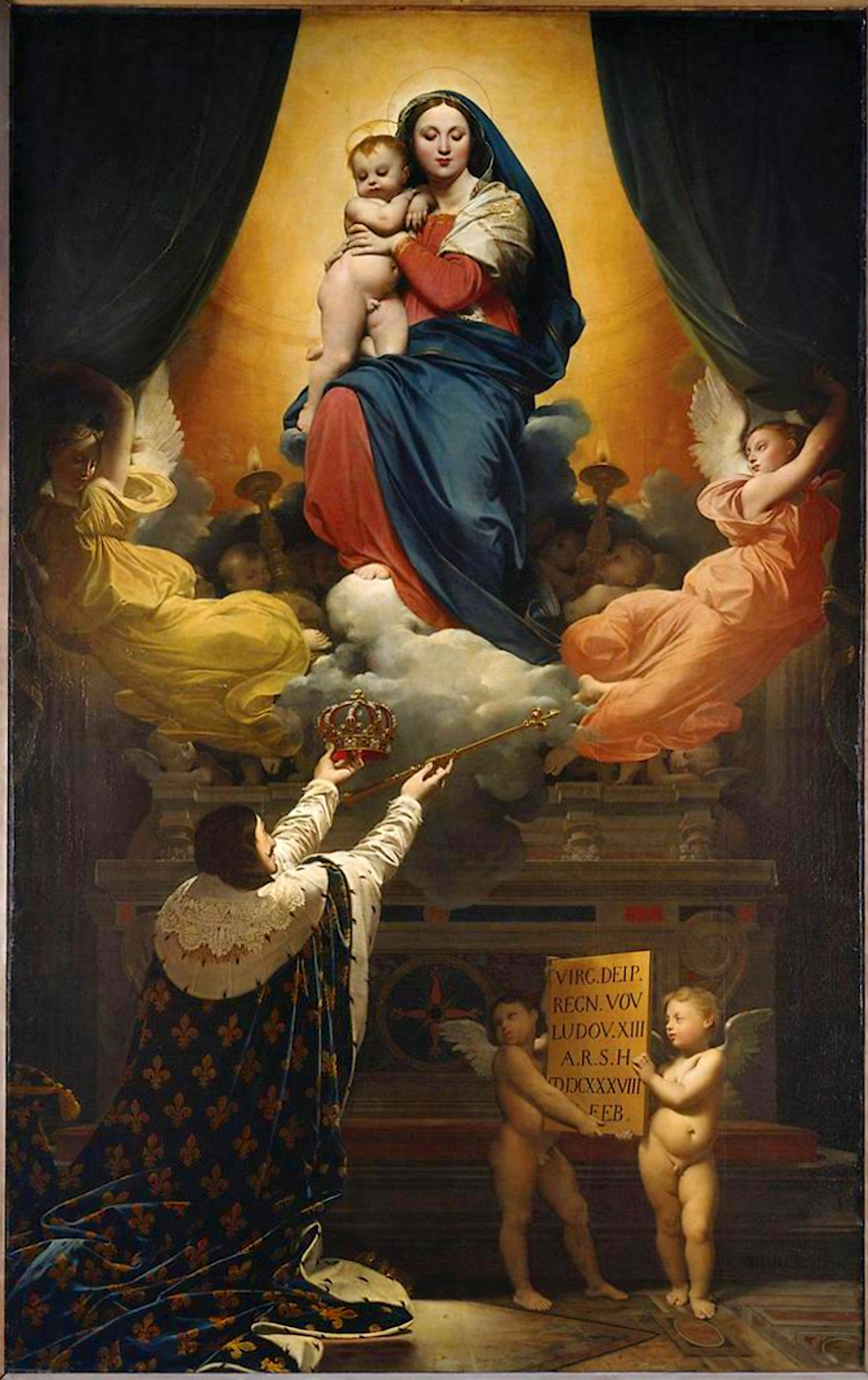
Le Vœu de Louis XIII, vu par Jean-Auguste-Dominique Ingres en 1820.

- Le Vœu de Louis XIII. Tableau de Jean-Auguste-Dominique Ingres, gravé par M. Calamatta[7]
- Sujet de l'histoire de Corse, composées par M. Pasqualini, 1re, 2e, 3e et 4e composition.

### Biographie
- Bertin l'Aîné
- Bourdaloue
- Charlet
- Victor Cousin
- Fénelon
- Fléchier
- Fontenelle
- Benjamin Franklin
- George Sand
- Léon Gozlan
- Guizot
- Jules Janin
- Massillon
- Napoléon
- Désiré Nisard
- Parmentier.- Considérations générales sur l'agriculture
- Saint-Marc Girardin
- Le duc de Saint-Simon
- Le baron Taylor
- Villemain

### Cours élémentaires de littérature
- Considérations générales (I, II, III, et IV)
- Première leçon. Plan du cours
- Deuxième leçon. Définitions de la littérature
- Troisième leçon. Définition de la littérature
- Quatrième leçon. Définition de la littérature
- Cinquième leçon. De l'imagination
- Sixième leçon. De l'imagination

### Critique littéraire
- Lettre sur le Cours de poésie Française professé par M. Saint-Marc Girardin.
- La Chute d'un ange, épisode par M. de Lamartine.
- Recueillement poétique par M. de Lamartine.
- Post-face dans les Méandres de Léon Gozlan.
- Des idées napoléoniennes par le prince Napoléon-Louis Bonaparte.
- Des idées napoléoniennes par le prince Napoléon-Louis Bonaparte, (1804-1831).
- Essai sur l'histoire littéraire du Moyen Âge par Jean-Pierre Charpentier[8].
- Napoléon apocryphe, 1842-1833. Histoire de la conquête du monde et de la monarchie universelle par Louis Geoffroy.
- Révolutions des peuples du Nord par Jean-Marie Chopin.
- Wieland ou la Voix mystérieuse par Brokden Brown.
- L'Enfantement de la Vierge, poème du Sannazar, traduit en vers par de Valori Volberg, poème par Siméon Pécontal.
- Histoire de la papauté pendant les XVIe et XVIIe siècles par Leopold von Ranke, professeur à l'université de Berlin.
- Histoire du pape Innocent III par Frédéric Hurter.
- Pierre l'Ermite et la première croisade par Henri Prat.
- Histoire d'Angleterre par A. Roche.
- Un voyage en Algérie, raconté à mes enfants par Napoléon Roussel.
- Mélanges par Désiré Nisard.
- Cours d'histoire de la philosophie morale au XVIIIe siècle, professé pendant les années 1819 et 1820 par M. Victor Cousin.
- Vie Correspondance et Écrits de George Washington traduit et suivi d'une introduction.
- Histoire politique, religieuse et littéraire du midi de la France par M. Mary-Lafon.
- Le Suicide poème dramatique par Paulin Gagne.
- Bibliothèque anglo-française ou collection des poètes anglais les plus estimés, avec la traduction en regard.
- Études sur la Bretagne série de romans Jeanne de Montfort par Pitre Chevalier.
- Donatien par Pitre Chevalier.
- Essai sur la littérature italienne, depuis la chute de l'Empire romain jusqu'à nos jours par mademoiselle Estelle d'Aubigny.
- Le Chevalier de Saint-Georges par Roger de Beauvoir.
- Le Comte de Mauléon par Louis Couailhac et P. Bernard.
- Œuvres complètes de Rutebeuf, trouvère du XIIIe siècle, recueillies et mise en ordre, pour la première fois par Achille Jubinal.
- La Confession générale par Frédéric Soulié.
- L'Homme et l'Argent par Émile Souvestre.
- Les Tourangelles, poésie par Rodolphe d'Ornano.
- Le Libre des peuples et des rois par Charles Sainte-Foi.

### Économie politique
- Sur le luxe. Quelle place le luxe occupe-t-il dans l'histoire de la civilisation ?

### Histoire
- Napoléon
- Translation des dépouilles mortelles de l'empereur Napoléon de Sainte-Hélène à l'église des Invalides
- Histoire d'Italie par Guicciardini continuée par Charles Botta jusqu'en 1789

### Instruction publique
- Quel a été jusqu'à présent l'enseignement historique en France et quels seraient les moyens de le perfectionner ?
- Correspondance : 1re, 2e, 3e et 4e lettres
- De l'instruction publique en Auvergne
- Situation de l'instruction primaire en France, 1re et 2e parties
- De la nécessité d'enseigner les règles du style dans les écoles primaires
- De l'instruction publique en Allemagne et particulièrement en Russie par M. Victor Cousin
- De l'instruction publique en Hollande par le même
- Principes d'éducation par Nierneey, traduits de l'allemand
- Discours pour l'élection d'un nouveau président honoraire, séance du 6 décembre 1838

### Littérature
- De la littérature dans ses rapports avec l'époque actuelle
- Improvisation sur l'histoire de la doctrine du progrès
- Histoire du romantisme
- L'art théâtral.- Quelles fins s'est proposé l'art théâtral et quels moyens a-t-il employés pour y atteindre ?

### Philosophie
- Philosophie de l'histoire[9]
- Du Génie Français[10]
- Les Anciens et les Modernes[11]

### Politique
- De la centralisation administrative en France
- Considération sur le système colonial et plan d'Abolition de l'esclavage colonial par M. Sully-Brunet[12]
- L'influence des XVe et XVIe siècles sur Machiavel

La biographie nous signale un buste de par Monsieur Carl Elshoëct qui serait déposé à la bibliothèque d'Ajaccio.